# Gonia fuscicollis
Gonia fuscicollis là một loài ruồi trong họ Tachinidae.